# فاطمه گودرزی
فاطمه گودرزی (زادهٔ ۱۹ تیر ۱۳۴۲) هنرپیشه سینما و تلویزیون اهل بروجرد است. او تاکنون موفق به دریافت یک سیمرغ بلورین بهترین بازیگر نقش اول زن برای بازی در فیلم غزال و دو نامزدی سیمرغ بلورین بهترین بازیگر نقش اول (۱۳۷۷) و نقش مکمل زن سال (۱۳۷۰) در جشنواره فیلم فجر شده است.

## زندگی و حرفه
فاطمه گودرزی در ۱۹ تیر ۱۳۴۲ در تهران زاده شد. وی دارای مدرک دیپلم اقتصاد است. گودرزی همسر عبدالرضا گنجی کارگردان سینما است. پسر وی، پویان گنجی، نیز بازیگر است. وی از سال ۱۳۶۱ دورهٔ دوسالهٔ تئاتر را در ادارهٔ بازیگری گذراند. نخستین بازی او در تلویزیون در مجموعه تلویزیونی آئینه بود و اولین حضور خود در سینما را با بازی در فیلم به خاطر همه چیز در سال ۱۳۶۹ تجربه کرد. او در جریان برگزاری بیست و هشتمین دوره جشنوراه فیلم فجر، همانند اصغر فرهادی و عزت‌الله انتظامی، از پذیرش داوری جشنواره خودداری کرد.

### حضور در ورزشگاه کوریتیبا
فاطمه گودرزی با همراهی هنرمندانی که به برزیل سفر کرده بودند در جام جهانی فوتبال ۲۰۱۴ برزیل با حضور در ورزشگاه آرنا دا بایشادا در شهر کوریتیبا تماشاگر اولین بازی ایران در جام جهانی بودند. حریف ایران در این بازی نیجریه بود.

## فیلم‌شناسی

### فیلم سینمایی
| سال  | نام فیلم                        | کارگردان          | نقش                   |
| ---- | ------------------------------- | ----------------- | --------------------- |
| ۱۳۶۹ | به خاطر همه چیز                 | رجب محمدین        |                       |
| ۱۳۶۹ | مهاجران                         | مهدی صباغ‌زاده     | طلعت                  |
| ۱۳۷۰ | خانه خلوت                       | مهدی صباغ‌زاده     | نرگس                  |
| ۱۳۷۰ | افسانه مه پلنگ                  | محمدعلی سجادی     |                       |
| ۱۳۷۲ | جنگ نفت‌کش‌ها                     | محمد بزرگ‌نیا      | فروغ                  |
| ۱۳۷۳ | می‌خواهم زنده بمانم              | ایرج قادری        | فرنگیس مجتهدی         |
| ۱۳۷۳ | بهشت پنهان                      | کامران قدکچیان    | یاسمن                 |
| ۱۳۷۳ | آرزوی بزرگ                      | خسرو شجاعی        | رویا و پروانه         |
| ۱۳۷۴ | غزال                            | مجتبی راعی        | معصومه                |
| ۱۳۷۵ | حریف دل                         | رضا گنجی          |                       |
| ۱۳۷۶ | تابلویی برای عشق                | حسینعلی لیالستانی | مهتاب                 |
| ۱۳۷۷ | جنگجوی پیروز                    | مجتبی راعی        | در دونقش گلین و پروین |
| ۱۳۷۸ | تلفن                            | شفیع آقا محمدیان  |                       |
| ۱۳۷۹ | همسر دلخواه من                  | افشین شرکت        | لیلی مصداقی           |
| ۱۳۷۹ | فوتبالیست‌ها                     | علی‌اکبر ثقفی      |                       |
| ۱۳۸۰ | آب                              | رجب محمدین        |                       |
| ۱۳۸۳ | ازدواج صورتی                    | منوچهر مصیری      |                       |
| ۱۳۸۳ | ازدواج به سبک ایرانی            | حسن فتحی          | اکرم                  |
| ۱۳۸۵ | نیما یوشیج                      | نادر کجوری        | عالیه                 |
| ۱۳۸۵ | دست‌های خالی                     | ابوالقاسم طالبی   | مریم                  |
| ۱۳۸۵ | پایان راه                       | افسانه منادی      |                       |
| ۱۳۸۶ | شب حورا                         | شهاب ملت خواه     |                       |
| ۱۳۸۷ | شیرین                           | عباس کیارستمی     | فاطمه گودرزی          |
| ۱۳۹۲ | گنجشکک اشی‌مشی                   | وحید نیکخواه آزاد | طلعت                  |
| ۱۳۹۲ | آنچه مردان درباره زنان نمی‌دانند | قربان محمدپور     |                       |
| ۱۳۹۴ | سایه                            | مسعود نوابی       | دکتر ظهیری            |
| ۱۳۹۵ | دخترعمو و پسرعمو                | روح‌انگیز شمس      | مادر نازنین           |
| ۱۳۹۶ | داش اکل                         | محمد عرب          | لیلا                  |

### فیلم تلویزیونی
| نام فیلم       | سال  | کارگردان     | نقش |
| -------------- | ---- | ------------ | --- |
| ماه‌منیر        | ۱۳۸۷ | شهره لرستانی |     |
| ما خونه نیستیم | ۱۳۸۸ | شاهد احمدلو  |     |

### مجموعه تلویزیونی
| نام مجموعه       | سال       | کارگردان       |
| ---------------- | --------- | -------------- |
| آئینه            | ۱۳۶۶      | فریدون فرهودی  |
| گالش‌های مادربزرگ | ۱۳۶۷      | بهمن زرین‌پور   |
| رعنا             | ۱۳۶۹–۱۳۶۷ | داوود میرباقری |
| آپارتمان         | ۱۳۷۲      | اصغر هاشمی     |
| فردا دیر است     | ۱۳۷۷–۱۳۷۶ | حسن فتحی       |
| دردسر والدین     | ۱۳۸۰      | مسعود نوابی    |
| راز ققنوس        | ۱۳۸۴      | نادر مقدس      |
| شیخ بهایی        | ۱۳۸۷      | شهرام اسدی     |
| ترانه مادری      | ۱۳۸۷      | حسین سهیلی‌زاده |
| پس از سال‌ها      | ۱۳۸۸      | اکبر خواجویی   |
| فاصله‌ها          | ۱۳۸۹      | حسین سهیلی‌زاده |
| امروز و فردا     | ۱۳۸۹      | حسین قناعت     |
| به خاطر مونا     | ۱۳۹۱      | مرتضی کوشایی   |
| بال‌های خیس       | ۱۳۹۱      | عباس رنجبر     |
| خانه‌ای روی تپه   | ۱۳۹۲–۱۳۹۱ | داریوش یاری    |
| جاده چالوس       | ۱۳۹۳      | احمد معظمی     |
| ما فرشته نیستیم  | ۱۳۹۳      | فلورا سام      |
| دوردست‌ها         | ۱۳۹۵–۱۳۹۴ | جواد ارشاد     |
| پرستاران         | ۱۳۹۵      | علیرضا افخمی   |
| نفس              | ۱۳۹۶      | جلیل سامان     |
| لحظه گرگ و میش   | ۱۳۹۷      | همایون اسعدیان |
| ایلدا            | ۱۳۹۹      | راما قویدل     |
| شرم              | ۱۳۹۹      | احمد کاوری     |
| حورا             | ۱۴۰۰      | رضا کمالی      |
| محرمانه          | ۱۴۰۲      | محمود معظمی    |

### مجموعه نمایش خانگی
| سال  | نام         | نقش    | کارگردان     |
| ---- | ----------- | ------ | ------------ |
| ۱۴۰۲ | سایه باز    |        | علی یاور     |
| ۱۴۰۱ | شب‌های مافیا | بازیکن | سعید ابوطالب |
| ۱۳۹۷ | ممنوعه      | گیتی   | امیر پورکیان |

## جوایز و افتخارات
- بهترین بازیگر نقش اول زن از چهاردهمین جشنواره فیلم فجر برای بازی در فیلم غزال